# Greater Houston
Greater Houston, amelyet az Amerikai Egyesült Államok Menedzsment és Költségvetési Hivatala Houston-The Woodlands-Sugar Land néven jelöl, az Egyesült Államok ötödik legnépesebb statisztikai nagyvárosi területe, amely kilenc megyét foglal magában az Öböl-part mentén, Délkelet-Texasban. A 2023-as 7 510 253 fős lakosságával Greater Houston a második legnépesebb nagyvárosi terület Texasban a Dallas-Fort Worth metroplex után.
A körülbelül 10 000 négyzetmérföld (26 000 km²) területű régió központja Harris megye, az Egyesült Államok harmadik legnépesebb megyéje, amelyben Houston városa található, a déli országrész gazdasági és kulturális központja, amelynek lakossága 2010-ben több mint 2,3 millió fő volt. Greater Houston a texasi háromszög megarégió része a Dallas-Fort Worth metroplexszel, Greater Austinnal és Greater San Antonióval együtt. Greater Houston az Öböl-part egyik fő horgonyzó és gazdasági csomópontja is. A houstoni kikötő az Egyesült Államok legnagyobb kikötője és a világ 16. legnagyobb kikötője.
Greater Houston történelmileg az Egyesült Államok leggyorsabban növekvő nagyvárosi területei közé tartozik; a 2013-2014-es népszámlálási évben abszolút értékben a leggyorsabban növekedett, 156 371 fővel. 1990 és 2000 között a terület 25,2%-kal, több mint 950 000 fővel nőtt, szemben az országos népesség 13,2%-os növekedésével ugyanebben az időszakban. 2000 és 2007 között a terület több mint 910 000 fővel bővült. A Greater Houston Partnership előrejelzése szerint a nagyvárosi terület 2010 és 2050 között 4,1-8,3 millió új lakossal bővül.
Greater-Houston a hetedik legmagasabb nagyvárosi terület bruttó hazai termékével rendelkezik az Egyesült Államokban, 2017-ben 490 milliárd dollár értékben. Houston kikötője jelentős kereskedelmi központ, Houston-The Woodlands-Sugar Land a legnagyobb kereskedelmi exportértékkel rendelkezik az összes nagyvárosi terület közül, 2018-ban több mint 120 milliárd dollárral, ami Texas teljes exportjának 42%-át teszi ki. 2021-től a Greater Houston 24 Fortune 500 vállalat székhelyének ad otthont, ami a harmadik helyet jelenti az összes statisztikai nagyvárosi terület között. 2012-ben a Greater Houston nagyvárosi területet a negyedik legváltozatosabb nagyvárosi területnek rangsorolták az Egyesült Államokban.

## Népesség
| 2016 | 6 155 000 |
| 2020 | 7 122 240 |